# 학습 조직
학습 조직이란 일상적으로 학습을 계속 진행해나가며 스스로 발전하여, 환경 변화에 빠르게 적응할 수 있는 조직이다. 구조조정, 업무 재설계 등 기존의 경영혁신 전략들이 단발성으로 끝나는 한계를 지니고 있었다. 학습을 통해 스스로 진화하는 특성을 가진 집단이며, 기업에서는 이를 업무에 적용함으로써 집단의 역량 제고를 유도할 수 있다.

## 개요
학습조직이란 일반적으로 조직이 새로운 학습을 일상적으로 되풀이함으로써 위기상황이든 아니든 관계없이 자기변화가 신속하고 효과적으로 일어날 수 있는 상태까지 준비된 조직을 말한다. 즉 조직학습 행위의 일상화·습관화로 인해 언제라도 새로운 환경에 적합한 자기변신을 할 수 있는 조직을 말한다.
환경의 변화속도와 내용에 대처하기 위해서, 기존의 벤치마킹이나 비즈니스 프로세스 리엔지니어링과 같은 프로그램과 아울러 좀더 거시적이고 총체적인 혁신의 목표 내지는 비전을 설정하고 이를 일관되고 지속적으로 추진해 가는 새로운 혁신 프로그램의 도임이 요청되었다. 이러한 인식하에 혁신활동에 구체적인 방법론을 제시할 수 있는 중범위(middle range)수준의 지도개념으로 학습조직의 개념이 등장하였다.
학습조직을 조직내에 도입하기 위해서는 순환의 개념이 학습조직 구축의 핵심개념으로 정착되어야 한다.
순환이란 조직의 학습사이클의 계획-실행-성찰을 통하여 계속해서 전략적 방향으로 움직여가는 과정을 말한다. 계획이란 신속한 행동과 신속한 검토에 초점을 맞추는 개방된 과정이다. 실행은 신속한 학습을 위해 정보를 제공해 주도록 설계된 전진적인 과정이다. 성찰이란 조직의 근본적인 가정에 대한 의문을 제기하는 것으로 광범위하고 체계적인 학습을 목표로 한다.
이와 같은 학습사이클의 순환 과정에서 조직은 첫째, 학습의 속도(주어진 기간 동안 몇 번이나 학습사이클이 순환하는가), 둘째, 학습의 깊이(조직이 어느 정도나 깊이 있게 학습하는가), 셋째, 학습의 넓이(얻어진 새로운 통찰과 지식을 조직이 얼마나 광범위하게 내부의 다른 이슈나 부분들로 확장시켜 적용해 나가는가) 측면에서 학습효과를 발생하게 하는데, 학습효과가 극대화될 수 있도록 학습조직이 구축되어야 한다.

## 실행 방안
학습조직의 구축을 위한 구체적인 실행방안은 다음과 같다.
첫째, 전략적 자각의식을 높인다. 즉, 경영자 및 종업원 모두가 전체조직을 상호연관된 역동적 시스템으로 받아들일 수 있도록 개발시켜야 한다.
둘째, 학습을 생활의 일부분으로 한다. 개인, 팀, 전체조직의 지속적인 학습을 촉진하기 위해서 일과 학습의 완전한 통합시스템이 구축되어야 한다.
셋째, 자기조직화한다. 기업은 조직의 지속적인 학습을 성찰하기 위해 광범위한 기술과 방법을 의식적으로 축적하고 동시에 유연하고 항상 변화하는 구조를 창조해야 한다.
넷째, 팀학습(team learning)을 향상시킨다. 팀학습은 개인학습과 조직학습 사이의 다리역할을 하므로, 각 구성원들의 개인적 지식과 정보는 팀 학습을 통해 집단의 학습으로 변형된 후, 빠른 속도로 조직전체로 확산되어야 학습조직의 개념에 접근하게 된다.

## 같이 보기
- 실천 공동체
- 지식 경영
- 지식 조직화
- 린스타트업